# Ferrocarril Interoceánico de México

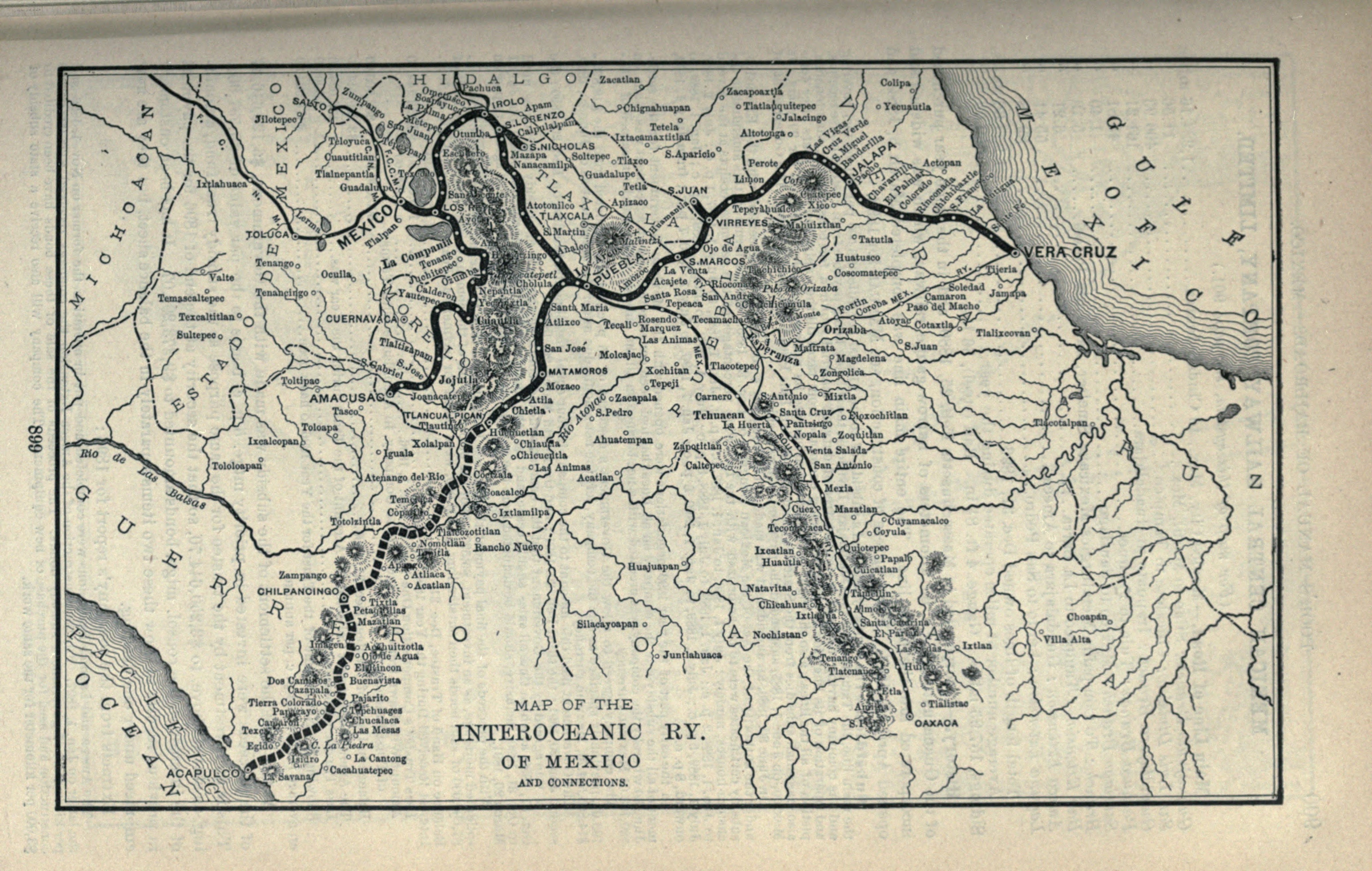
Streckennetz des Ferrocarril Interoceánico im Jahre 1897

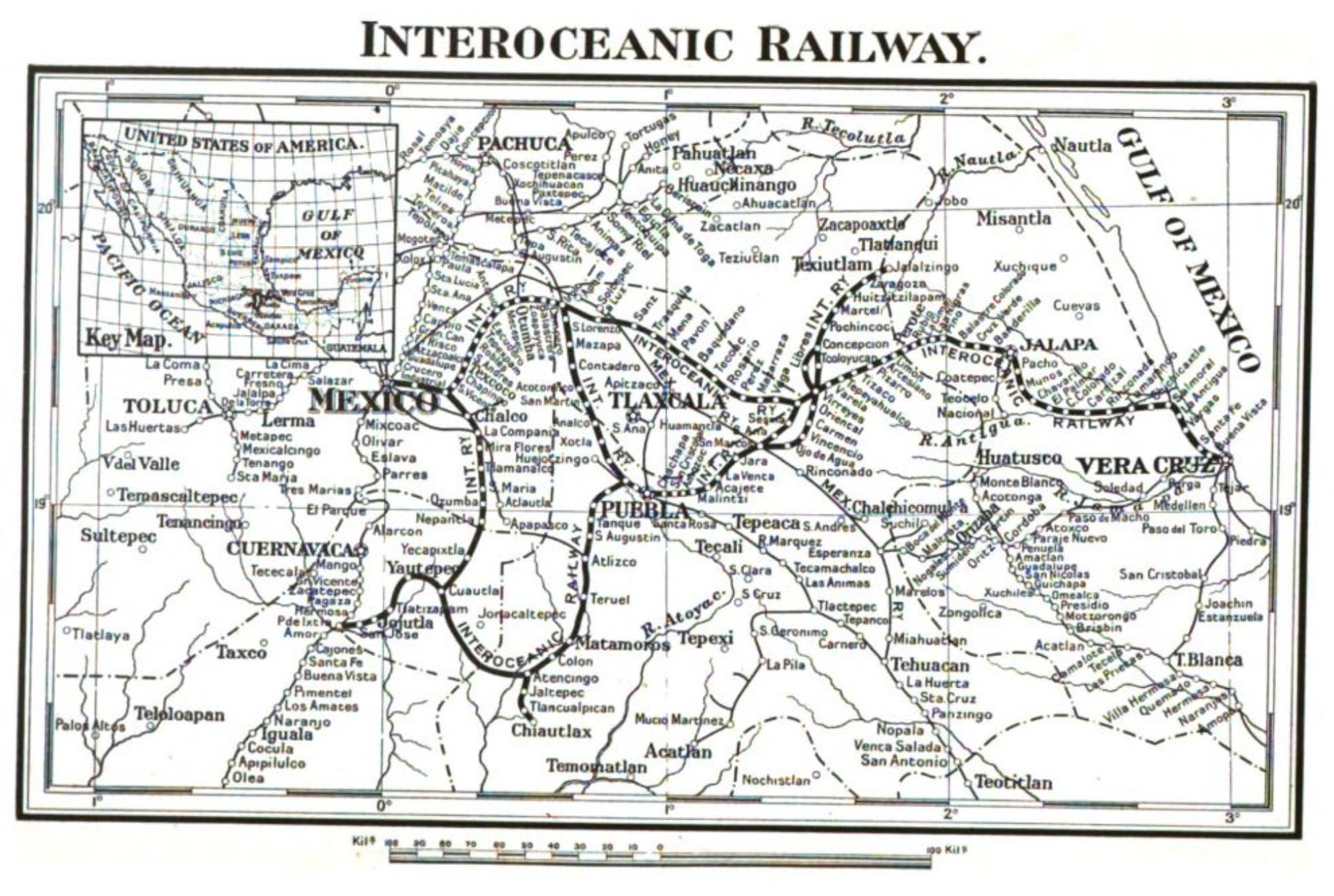
Streckennetz des Ferrocarril Interoceánico, 1912

Die Eisenbahngesellschaft Ferrocarril Interoceánico de México (FIM) war ein frühes, in Mexiko tätiges britisches Verkehrsunternehmen mit einem Streckennetz zwischen dem Hafen von Veracruz und Mexiko-Stadt über Xalapa sowie verschiedenen abzweigenden Strecken.

## Geschichte
Die Gesellschaft wurde als The Interoceanic Railway of Mexico (Acapulco to Vera Cruz) Limited 1888 mit Sitz in London gegründet, um mittels britischem Kapital eine eigene Verbindung vom Pazifik zum Atlantik zu realisieren. Dazu sollten bereits durch andere Unternehmen gebaute Strecken übernommen, einheitlich gespurt und miteinander verbunden sowie durch eigene Neubautrassen die Querung der Landmasse vollendet werden. Die 547 Kilometer lange Schmalspurstrecke wurde am 23. Mai 1892 eingeweiht und war damit nach der Ferrocarril Méxicano die zweite, allerdings längere Strecke zwischen der Hauptstadt und dem Atlantikhafen.
1902 übernahm die FIM von der Mexican Eastern Railroad die Strecke San Marcos (seit 1936 Ciudad de Rafael Lara Grajales)–Teziutlán über 225 Kilometer Länge und begann im Januar 1910 mit dem Betrieb zwischen Puebla und Oaxaca, einer von der Mexican Southern Railroad gemieteten Strecke über 470 Kilometer Länge. Parallel dazu erlangte der mexikanische Staat 1903 die Mehrheit an der Gesellschaft und veräußerte diese Anteile wiederum schrittweise an die Ferrocarriles Nacional Méxicano im Gegenzug für deren Anteile. Die FNM wiederum ging 1909 in der nationalen Bahngesellschaft Ferrocarriles Nacionales de México auf, während die FIM mit ihren beiden Tochtergesellschaften vorerst selbstständig blieb.
Im Jahr 1945 kaufte die Bundesregierung die restlichen Anteile der Interoceánico, die sich im Besitz von Privatpersonen befanden. Zwei Jahre später forderte der mexikanische Präsident Miguel Alemán Valdés den Umbau auf Normalspur, diese Arbeiten begannen umgehend und wurden bereits im Januar 1948 abgeschlossen. 1969 diente die FIM einem letzten Zweck, bevor sie langsam für den späteren Abbau aufgegeben wurde. Dazu wurde auf dem Gelände der damals im Aufbau befindlichen Werkstätten der U-Bahn Mexiko-Stadt eine spezielle Weiche hinzugefügt, um die gummibereiften Zugeinheiten des Modells Alstom MP68 ausliefern zu können. 1996 ging ein Großteil der Interoceánico an die Transportación Ferroviaria Mexicana, die später unter Kansas City Southern de México (KCSM) firmierte und nach deren Fusion mit der Canadian Pacific Railway ab 2023 als Canadian Pacific Kansas City (CPKC) weitergeführt wird.

## Strecken
Die Strecken des Ferrocarril Interoceánico bestanden aus verschiedenen Abschnitten, die teilweise bereits erheblich früher von anderen Gesellschaften, ausgehend von Veracruz, gebaut worden waren. Sie wurden teilweise mit dem Einsatz von Zugtieren betrieben und wiesen unterschiedliche Spurweiten auf. Letztere Strecken wurden auf englische 3-Fuß-Spur (914 Millimeter) und für Dampfbetrieb umgebaut und 1892 als durchgehende Verbindung Mexico-Stadt–Veracruz eingeweiht. Das ursprüngliche Ziel einer interozeanischen Strecke wurde allerdings nicht erreicht, es entstanden nur zwei Streckenstümpfe:
- Mexiko-Stadt über Cuautla nach Puente de Ixtla mit Anschluss an eine ebenfalls geplante, aber nie vollendete Linie des Ferrocarril Central Mexicano zu einem nicht näher bezeichneten Hafen am Pazifik
- Puebla über Izúcar de Matamoros bis Tlanicualpilcan

Diese Strecken wurden später miteinander verbunden. Während des Umbaus der Schmalspurstrecken zwischen 1947 und 1948 wurden sie teilweise neu trassiert. Ein großer Teil des Netzes wurde im Zuge der Privatisierung der mexikanischen Eisenbahnen ab 1995 aufgegeben.